# Marcos Paz partido
Marcos Paz egy partido Argentína középpontjától keletre, Buenos Aires tartományban. Székhelye Marcos Paz.

## Népesség
A partido népessége a közelmúltban a következőképpen változott:
| Év   | Lakosság |
| ---- | -------- |
| 2001 | 41 647   |
| 2010 | 54 181   |